# Moiras
Na mitologia grega, as Moiras (em grego:  Μοῖραι, que significa literalmente: "partilha, sina, destino")  eram três irmãs-deusas que determinavam o destino tanto dos deuses quanto dos seres humanos. Eram três mulheres lúgubres, responsáveis por fabricar, tecer e cortar aquilo que seria o fio da vida de todos os indivíduos. Durante o trabalho, as moiras fazem uso da Roda da Fortuna, que é o tear utilizado para se tecer os fios. As voltas da roda posicionam o fio do indivíduo em sua parte mais privilegiada (o topo) ou em sua parte menos desejável (o fundo), explicando-se assim os períodos de boa ou má sorte de todos.
As três deusas decidiam o destino individual dos antigos gregos, e criaram Têmis, Nêmesis e as erínias. Pertenciam à primeira geração divina (os deuses primordiais), e assim como Nix, eram domadoras de deusas e homens.
As moiras eram filhas de Nix a deusa da noite. Moira, no singular, era inicialmente o destino. Na Ilíada, representava uma lei que pairava sobre deuses e homens, pois nem Zeus estava autorizado a transgredi-la sem interferir na harmonia cósmica. Na Odisseia aparecem as fiandeiras.
O mito grego predominou entre os romanos a tal ponto que os nomes das divindades caíram em desuso. Entre eles eram conhecidas por Parcas chamadas Nona, Décima e Morta, que tinham respectivamente as funções de presidir a gestação e o nascimento, o crescimento e desenvolvimento, e o final da vida; a morte; notar entretanto, que essa regência era apenas "sobre os humanos".
Os poetas da antiguidade descreviam as moiras como donzelas de aspecto sinistro, de grandes dentes e longas unhas. Nas artes plásticas, ao contrário, aparecem representadas como lindas donzelas. As Moiras eram:
- Cloto (Κλωθώ; klothó) em grego significa "fiar", segurava o fuso e tecia o fio da vida. Junto de Ilícia, Ártemis e Hécate, Cloto atuava como deusa dos nascimentos e partos.
- Láquesis (Λάχεσις; láchesis) em grego significa "sortear", puxava e enrolava o fio tecido, Láquesis atuava junto com Tique, Pluto, Moros e outros, sorteando o quinhão de atribuições que se ganhava em vida.
- Átropos (Ἄτροπος; átropos) em grego significa "afastar", ela cortava o fio da vida. Átropos, juntamente a Tânato, Moros e as queres, determinava o fim da vida.

1. ↑  «Moira - Etimologia, significado e origem | etymonline». www.etymonline.com. Consultado em 6 de janeiro de 2025